# Mike Tullberg
Mike Tullberg (Farum, 25 dicembre 1985) è un allenatore di calcio ed ex calciatore danese, di ruolo attaccante, tecnico della formazione Under-19 del Borussia Dortmund.

## Carriera
Cresciuto nelle giovanili dell'AB Copenhagen, dopo una breve esperienza nel Farum Boldklub e nel Greena IF, si trasferisce all'Aarhus.
A fine agosto 2007, l'attaccante firma un contratto quadriennale con la Reggina, e arriva a Reggio Calabria insieme al difensore connazionale Kris Stadsgaard. Viene presentato ufficialmente il 30 agosto 2007. Esordisce in Serie A la seconda giornata di campionato il 3 settembre 2007 in Torino-Reggina (2-2). Chiude la stagione con 5 presenze.
Ad agosto 2008 viene ceduto in prestito agli Heart of Midlothian.
Il 31 agosto 2009 rescinde il contratto con la Reggina e si accasa alla formazione tedesca del Rot-Weiß Oberhausen. Il club, militante in seconda divisione tedesca, gli ha fatto sottoscrivere un contratto biennale.
Chiude il biennio (e la carriera) al Rot-Weiß Oberhausen con sole 4 presenze all'attivo a causa di un brutto infortunio alla coscia, per il quale a maggio 2012 annuncia il ritiro dal mondo del calcio.

## Statistiche

### Statistiche da allenatore
Statistiche aggiornate al 30 gennaio 2025.
| Stagione        | Squadra           | Campionato      | Campionato | Campionato | Campionato | Campionato | Coppe nazionali | Coppe nazionali | Coppe nazionali | Coppe nazionali | Coppe nazionali | Coppe continentali | Coppe continentali | Coppe continentali | Coppe continentali | Coppe continentali | Altre coppe | Altre coppe | Altre coppe | Altre coppe | Altre coppe | Totale | Totale | Totale | Totale | % Vittorie | Piazzamento |
| Stagione        | Squadra           | Comp            | G          | V          | N          | P          | Comp            | G               | V               | N               | P               | Comp               | G                  | V                  | N                  | P                  | Comp        | G           | V           | N           | P           | G      | V      | N      | P      | %          | Piazzamento |
| --------------- | ----------------- | --------------- | ---------- | ---------- | ---------- | ---------- | --------------- | --------------- | --------------- | --------------- | --------------- | ------------------ | ------------------ | ------------------ | ------------------ | ------------------ | ----------- | ----------- | ----------- | ----------- | ----------- | ------ | ------ | ------ | ------ | ---------- | ----------- |
| gen. 2025       | Borussia Dortmund | BL              | 2          | 1          | 1          | 0          | CG              | -               | -               | -               | -               | UCL                | 1                  | 1                  | 0                  | 0                  | Cmc         | -           | -           | -           | -           | 3      | 2      | 1      | 0      | 66,67      | Ad interim  |
| Totale carriera | Totale carriera   | Totale carriera | 2          | 1          | 1          | 0          |                 | 0               | 0               | 0               | 0               |                    | 1                  | 1                  | 0                  | 0                  |             | 0           | 0           | 0           | 0           | 3      | 2      | 1      | 0      | 66,67      |             |